# ラフ・シモンズ
ラフ・ヤン・シモンズ (Raf Jan Simons, 1968年1月12日 - ) は、ベルギーのファッションデザイナー。ファッションブランド「ラフ・シモンズ」の創業者であり、現在はプラダのクリエイティブ・ディレクター(ミウッチャ・プラダと共同)を務める。
パンクやニューウェイブなどの音楽や若者文化にインスピレーションを受けており、マニック・ストリート・プリーチャーズのリッチー・エドワーズやジョイ・ディビジョンのイアン・カーティスといったミュージシャンに言及したことがある。

## 来歴
ニールペルト郊外のゲンクで生まれる。LUCAスクール・オブ・アーツに入学し写真やビデオ等を学び、ウォルター・ヴァン・べイレンドンクのアントワープオフィスなどの従業員やインテリア・デザイナーとして働いた後、以前より興味のあったマルタン・マルジェラのコレクションを見てファッションデザイナーを目指し、独学で服作りを始める。
1995年に、アントワープ王立芸術アカデミーファッション学科ディレクターのリンダ・ロッパの後押しを得て「ラフ・シモンズ」のコレクションを発表。その他、ジル・サンダー（2005年から2012年まで）、クリスチャン・ディオール（2012年から2015年まで）、カルバン・クライン（2016年から2018年まで）およびプラダ(2020年から)にてクリエイティブ・ディレクターとして活動している。
2022年11月21日、自らのブランドである「ラフ・シモンズ」を終了することを発表した。